# Панхард 178
Оклопна кола Панхард 178 (фр. Automitrailleuse de Découverte Panhard modèle 1935) била су француски оклопни аутомобил из Другог светског рата.

## Историја
Француски план наоружања из 1931. предвиђао је 3 врсте возила за коњицу:
- Automitrailleuse de Découverte (АМД) морало је бити брзо возило великог домета за даља извиђања, у пракси оклопни аутомобил.
- Automitrailleuse de Reconnaissance (АМР) требало је да буде лако возило са два члана посаде за блиско извиђање.
- Automitrailleuse de Combat (АМЦ) било је борбено возило коњице, у пракси тенк.[2]

### Карактеристике
АМД Панхард 178 била су најмодернија оклопна кола свог времена. Посада се састојала од возача у средини, командира и нишанџије у куполи и другог возача окренутог назад. Постојале су 4 брзине унапред, и исто толико уназад. Осмострана купола APX-3 носила је противтенковски митраљез СА34 од 25 mm (са 150 метака) и спрегнути митраљез од 7,5 mm. Мали број била су командна возила, у којима је топ био замењен још једним, далекометним радиом. Велики точкови и погон 4x4 давали су му добру покретљивост ван пута, иако је било високо за дискретно извиђачко возило.